# Alfa del Reticle
Alfa del Reticle (α Reticuli) és un estel de magnitud aparent +3,34, la més brillant en la constel·lació del Reticle. Només visible al sud del Tròpic de Càncer, no té nom tradicional. Es troba a 163 anys llum de distància del Sistema Solar.
Alfa del Reticle és una geganta lluminosa groga de tipus espectral G8II-III amb una temperatura superficial de 4940 K. 237 vegades més lluminosa que el Sol, té un radi 21 vegades més gran que el radi solar. Emet rajos X, la qual cosa indica certa activitat magnètica, induïda probablement per la rotació estel·lar.
La seva massa —estimada, mitjançant la teoria d'estructura estel·lar a partir de la seva temperatura i lluminositat— és 3,5 vegades major que la del Sol. En el seu interior es produeix la transformació de l'heli en carboni i oxigen; un cop consumit tot l'heli, augmentarà la seva lluentor de forma espectacular abans d'alliberar-se de les seves capes exteriors per formar una nana blanca.
Visualment a 48 segons d'arc, s'observa una tènue nana vermella de tipus M0 i magnitud 12. Comparteix moviment propi amb la geganta groga, per tant existeix una relació real entre ambdues estrelles. La separació entre elles és d'almenys 2450 ua, implicant un període orbital igual o major a 60.000 anys.